# مواطنون (حزب سياسي إسباني)
مواطنون (بالإسبانية: Ciudadanos)‏ أو ثيودادانوس أو سيوطادانس (في كتالونيا) هو حزب سياسي، تأسس في 26 مايو 2006، يقع مقره في برشلونة، ومدريد، أمينه العام هو ، وبلغت موازنته المالية 15,320,446 يورو، وذلك في 2018، وقد بلغ عدد أعضائه 32,514 ، وذلك في 2016.